# State of California (Schiff, 1878)
Die State of California war ein 1879 in Dienst gestelltes Passagierschiff der US-amerikanischen Reederei Pacific Coast Steamship Company, das für den Liniendienst an der kanadischen und amerikanischen Pazifikküste eingesetzt wurde. Sie beförderte bis zu ihrem Untergang im Jahr 1913 Passagiere und Fracht von Kalifornien nach Alaska.

## Das Schiff
Das 2.266 BRT große Dampfschiff State of California wurde auf der Werft William Cramp and Sons in Philadelphia gebaut und lief im Dezember 1878 mit der Baunummer 202 vom Stapel. Im März 1879 wurde das Schiff fertiggestellt. Der aus Eisen gefertigte Schiffsrumpf war 91,44 Meter lang und 11,77 Meter breit. Die State of California gehörte der 1877 gegründeten Reederei Pacific Coast Steamship Company, deren Schiffe Passagiere und Fracht von Kalifornien nach Alaska beförderte. Sitz der Reederei und Heimathafen ihrer Schiffe war San Francisco. Bis zu ihrer Fusion mit der Admiral Line im Jahr 1916 war die Pacific Coast Steamship Company die führende Reederei im Passagierverkehr an der amerikanischen und kanadischen Westküste.
Sie war ein Ersatz für ein Schiff gleichen Namens, welches 1878 für die Pacific Coast Steamship Company gebaut, aber direkt nach der Fertigstellung für einen großen Bonus an die russische Regierung verkauft worden war. Im Anschluss orderte die Reederei ein baugleiches Schiff und gab ihm denselben Namen. Am 8. Mai 1879 traf das Schiff nach einer Reise von 50 Tagen und zwölfeinhalb Stunden von Philadelphia erstmals in San Francisco ein. Kapitän J. M. Lachlan hatte es auf dieser Fahrt kommandiert. Im April 1886 kollidierte die State of California mit der Schonerbark Portland und musste für 10.000 US-Dollar repariert werden.
Die State of California war bis in ihre späten Jahre für ihre Schnelligkeit bekannt. 1901 stellte sie einen Geschwindigkeitsrekord auf der Strecke vom Puget Sound nach Nome auf, der mehr als ein Jahrzehnt lang nicht gebrochen wurde. 1907 wurde der Dampfer durch die Moran Company in Seattle runderneuert und mit neuen Dampfkesseln, Mobiliar und Decksausrüstung versehen. Anschließend wurde die State of California auf die Strecke San Francisco–Eureka–San Diego gesetzt. Nachdem am 26. Januar 1911 der Dampfer Cottage City bei Quadra Island auf ein Riff gelaufen und zu einem Totalverlust geworden war, wurde sie durch die State of California ersetzt, die somit wieder auf die nördliche Route zurückkehrte.
Mit der sich ausweitenden Erschließung der Bucht Gambier Bay im südlichen Alexanderarchipel, etwa 90 Meilen südlich von Juneau, entschloss sich die Reederei, diesen Ort in ihr Streckennetz aufzunehmen. Die Admiralty Trading Company hatte dort kurz zuvor eine Konservenfabrik, die Gambier Bay Cannery, errichtet, wo von nun an ein Zwischenstopp eingelegt wurde. Das Gebiet war zuvor nie von größeren Schiffen befahren worden und war auf Seekarten kaum erschlossen.

## Untergang
Am Mittwoch, dem 13. August 1913 lief die State of California in Seattle mit 94 Passagieren und 52 Besatzungsmitgliedern an Bord nach Alaska aus. Auf der Brücke stand Kapitän Thomas H. Cann, Jr. Cann war einige Jahre zuvor der Kapitän der Valencia auf deren letzter vollendeter Fahrt nach San Francisco gewesen. Aufgrund des kurz zuvor ausgebrochenen Goldrausches in der Gegend von Chisana (Valdez-Cordova) waren viele Goldsucher unter den Passagieren.
Am frühen Morgen des 17. August fuhr die State of California durch die schmale Meerenge Wrangell Narrows. Zahlreiche Passagiere kamen an Deck, um sich das Spektakel anzusehen. Danach kehrten sie wieder in ihre Kabinen zurück. Um 08.30 Uhr legte das Schiff an der Gambier Bay Cannery an, löschte drei Tonnen Fracht und setzt seine Fahrt fort. Kurz danach rammte die State of California in der Gambier Bay bei voller Fahrt einen in keiner Karte verzeichneten Unterwasserfelsen. Die Kollision war den Umständen entsprechend leicht, es gab kaum eine Erschütterung. Lediglich ein Krachen war zu hören. Danach begann das Schiff aber augenblicklich, Schlagseite anzunehmen, da der Rumpf erheblich beschädigt worden war. Viele Passagiere nahmen gerade ihr Frühstück ein, andere schliefen noch in ihren Kabinen.
Kapitän Cann ließ die Schiffspfeife ertönen, um die Menschen in der nahen Konservenfabrik auf das Unglück aufmerksam zu machen. Er befahl der Mannschaft das Klarmachen der Rettungsboote und versuchte, das sinkende Schiff am felsigen Strand der Gambier Bay auf Grund zu setzen. Es sank jedoch so schnell, dass es das Ufer nicht mehr erreichte. Cann blieb bis zuletzt auf der Brücke. Der Bordfunker, Donald Perkins, setzte Notrufe ab, bis der Schornstein auf den Funkraum prallte. Es begann ein Ansturm auf die Rettungsboote, von denen in der kurzen Zeit nur drei seeklar gemacht und zu Wasser gelassen werden konnten. Eines davon wurde überschwemmt und ein anderes war noch mit seinen Davits verbunden, als das Schiff unterging. Nur eines von ihnen blieb schwimmfähig. Die anderen Boote wurden noch in ihren Bootsstationen geflutet, als das Bootsdeck unter Wasser geriet. Drei Minuten nach der Kollision ging die State of California unter.
Als ein paar Boote der Konservenfabrik die Unglücksstelle erreichten, gab Cann ihnen Anweisungen, wo Menschen im Wasser zu finden waren. Auch der Dampfer Jefferson der Alaska Steamship Company, der das SOS-Signal empfangen und sich auf den Weg zur State of California gemacht hatte, nahm an der Rettungsaktion teil. Auf diese Weise wurden viele der Schiffbrüchigen gerettet. Cann selbst schaffte es in das Rettungsboot, welches ohne Schwierigkeiten entkam. Die Jefferson brachte 41 Überlebende nach Seattle, während zehn Verletzte zur medizinischen Behandlung nach Juneau transportiert wurden.
Trotz der schnellen Rettung kamen 25 Passagiere und sieben Besatzungsmitglieder bei dem Untergang ums Leben. Die toten Passagiere waren hauptsächlich Frauen und Kinder, darunter die Ehefrau und Tochter von Edward C. Ward, einem Manager der Pacific Coast Steamship Company. Auch der Leiter des Büros der Pacific Coast Steamship Company in San Francisco, Leslie Hobro, war unter den Todesopfern. Der Bordfunker, der nicht überlebte, wurde in seiner Heimatstadt Berkeley als Held gefeiert. Auch Kapitän Cann wurde für sein Verhalten und seine Bemühungen, das Schiff und die Menschen zu retten, gelobt. Das Wrack der State of California liegt in 73 Metern Tiefe auf Position 57° 27′ N, 133° 54′ W.